# アシュケナジム式ヘブライ語
アシュケナジム式ヘブライ語とは、ヘブライ語の発音方式の1つ。アシュケナジー系ユダヤ人が礼拝などでヘブライ語聖書やミシュナーを朗読する際に用いられ、音韻はイディッシュ語や様々なスラヴ語との接触により影響を受けている。今日では、イスラエルにおいて日常的に使用されている現代ヘブライ語とは別の、宗教上の発音方式として生き残っている。

## 特徴
現代ヘブライ語と平行して使用されているため、両者間での音韻上の差異は明確に認識されている：
- א（アレフ）、ע（アイン）は、現代ヘブライ語では声門破裂音として発音されることが多いが、アシュケナジム式ヘブライ語では常に発音されない（Yisra'el（現代ヘブライ語）・Yisroeil（アシュケナジム式））。特殊な例では、オランダなどでは、ע（アイン）は伝統的に軟口蓋鼻音 (ŋ) として発音されている。おそらくこれは、その地域にいたセファルディム（スペイン系・ポルトガル系ユダヤ人）の影響と思われる。
- ת（タヴ）は、現代ヘブライ語では常に /t/ で発音されるが、アシュケナジム式ではダゲッシュ（字母内に打たれる・）があれば /t/ に、なければ /s/ に発音される。（Shabbat（現代ヘブライ語）・Shabbos（アシュケナジム式）、Et（現代ヘブライ語）・Es（アシュケナジム式））
- 母音記号ツェーレー (/e/) は、アシュケナジム式では [ej]（または [aj]）と発音される。セファルディム式ヘブライ語では /e/ と発音され、現代ヘブライ語では2つの発音方式の内、どちらを用いるかは人によって異なる（Amen（現代ヘブライ語、セファルディム式）・Omein（アシュケナジム式））。
- 母音記号カマツ・ガドールは、現代ヘブライ語の発音では /a/ であるが、アシュケナジム式の発音では /o/（場合により /u/）となる。（David（現代ヘブライ語）・Dovid（アシュケナジム式））。
- 母音記号ホーラム (/o/) は、現代ヘブライ語では /o/ と発音されるが、アシュケナジム式では方言により [au], [ou], [oi] または [ei] と異なって発音される（Moshe（現代ヘブライ語）・Moishe（アシュケナジム式））。
- 母音記号クブツや、シュルークにアクセントが置かれない場合は、/i/ と発音される時がある。現代ヘブライ語では常に /u/ と発音される（kiddúsh（現代ヘブライ語）・kíddish（アシュケナジム式））。
- 最終音節の母音記号ツェーレー (/e/) とヒリック (/i/) は混同される場合がある（TishreiはTishriになり、SifriはSifreとなる場合がある）。
- アシュケナジム式以外のヘブライ語の発音方式のほとんどにおいて、単語のアクセントは最終音節にあるものが多い。アシュケナジム式では、古くは最終音節の直前の音節（最後から2番目の音節）に置かれるものが多かった。17〜18世紀に、ヤコブ・エムデンやヴィルナ・ガオンなどのアシュケナジムのラビ達は、アクセントを最終音節に置くことを推奨する運動を行った。これは、ヘブライ語聖書に記されているアクセント記号を正しいものとして、それに従おうというものであった。この運動はある程度成功を収め、礼拝時のトーラーの朗読の際は、アクセントは最終音節に置かれるようになった。しかし古いアクセントの形は、今でもイディッシュ語中のヘブライ語起源の語彙などに残っている。

## 地域による発音の差異
リトアニア、ポーランド、ドイツのアシュケナジム式の発音の間には大きな差異がある。最も明瞭な差異があるのは母音記号ホーラムの発音で、ドイツでは [au]、ポーランドでは [oi]、リトアニアでは [ei] とそれぞれ発音される。また、他の地域でも差異は見られ、たとえばイギリスでは、伝統的にはドイツ式の発音が用いられていたが、近年ではホーラムは /o/ の長音として発音される傾向があるほか、アシュケナジム式の発音を放棄し、現代ヘブライ語式の発音を採用する地域も現れている。

## 現代ヘブライ語への影響
現代ヘブライ語は、綴りはミシュナー・ヘブライ語に、発音はセファルディム式ヘブライ語に準拠しているが、今日イスラエルで日常的に話されている現代ヘブライ語は、以下の点においてアシュケナジム式ヘブライ語の音韻の影響を受けている：
- 字母ヘットやアインにおける咽頭音の消滅。
- /r/ 音の巻き舌音から有声口蓋垂摩擦音または口蓋垂ふるえ音（フランス語やドイツ語のように喉を震わせて出す音）への変化。
- 母音記号ツェーレーが [ey] と発音される場合がある（セファルディム式の発音のsifréやtéshaがsifreyやteyshaと発音される）。
- 母音記号シュワーを発音しない（セファルディム式の発音のzĕmanがzmanと発音される）。
- ヘブライ文字の字母の名称で、ヨッドとコフ（セファルディム式発音）は、ユッド、クフと、アシュケナジム式の名称で呼ばれる場合が多い。
- 固有名詞で、アクセントを最終音節にではなく、最後から2番目の音節に置いて発音されるものがある（Dĕvoráの代わりにDvóra、Yehudáの代わりにYehúda（共に人名）と発音される）。